# اهومی-لاکپو
اهومی-لاکپو (به لاتین: Ahomey-Lokpo) یک منطقهٔ مسکونی در بنین است که در استان آتلانتیک واقع شده‌است.

## خصوصیات
اهومی-لاکپو ۸٬۷۶۰ نفر جمعیت دارد.